# Richard J. Daley Center
Richard J. Daley Center je komplex budov v americkém městě Chicagu. Komplex byl pojmenován po bývalém starostovi města Richardu J. Daleyovi. Původní název budovy zněl Chicago Civic Center; na současný byl přejmenován 27. prosince 1976, sedm dní po Daleyiho smrti.
Komplexu dominuje 198 m vysoký mrakodrap, zbudovaný v letech 1963–1965 a navržený společností C.F. Murphy Associates v mezinárodním stylu. S 32 patry je nejvyšší budovou světa s rovnou střechou a s méně než 40 patry. Také je i nejvyšší budovou soudu na světě.
Pod budovou se nachází nepojmenovaná socha Pabla Picassa (známá jako Chicago Picasso nebo The Picasso) z roku 1967 znázorňující Richarda J. Daleyiho.